# 曽野恵子
曽野 恵子（その けいこ、6月25日（生年不詳） - 2018年10月30日）は、岡山県出身の演歌歌手である。本名：藤岡久子（ふじおかひさこ）。
「曽野恵子音楽事務所」代表取締役。
キングレコード・松竹芸能・曽野恵子音楽事務所　所属。
作詞家もず唱平に師事した。血液型A型。2代目「通天閣の女王」。

## 来歴
- 1976年、ネオン街音楽祭オリコン賞受賞 作詞家 もず唱平からスカウトされる。同年、ミノルフォンレコードより（芸名 丘 ゆり子）「過去ある二人」「涙町」でデビュー。NHK新人オーディショントップ合格、TBS新人オーディション合格。
- 1977年、一身上の都合により一時休業。
- 1986年、クラウンレコードより芸名改め 曽野恵子で再デビュー。
- 1989年、キングレコードに移籍。
- 1990年から約30年に渡り、毎年2回西成釜ヶ崎（あいりん地区）の三角公園のステージに出演していた（8月：釜ヶ崎夏祭り、年末：釜ヶ崎越冬闘争）。
- 1992年、「毎度おおきにもやしちゃん」でキングレコードヒット奨励賞を受賞。恩師のもず唱平作詞のデビュー作「釜ヶ崎人情」(作曲　三山敏　歌　三音英次　1967年)をリメイクして発売。
- 1993年、二代目「通天閣の女王」を襲名披露し、各メディアに取り上げられる。
- 1994年、CM（某引越しセンター、カラオケブルートレイン、クラブホールイン）出演。
- 2002年、FM82.0(FMあまがさき)「曽野恵子のふれあい歌謡曲」開始。同番組のDJを9年間務める。
- 2003年、新聞紙上にて【通天閣ものがたり】連載。
- 2013年、10月〜？『演歌ジャックス』にレギュラー出演。
- 2015年、7月28日からマルマンシアターにて開催された歌謡ショー「通天閣の歌謡劇場」に2018年10月21日迄100回公演出演。
- 2018年10月30日、逝去。2014年6月より慢性リンパ性白血病で闘病中だった。
- 2018年11月19日に道頓堀ホテルにて偲ぶ会、2018年12月31日に三角公園にて追悼式が行われた。

## ディスコグラフィー
- 過去ある二人/涙町（デビュー曲、ミノルフォンレコード（1976年（昭和51年）リリース）
- 女花/恋おんな（クラウンレコード1986年（昭和61年）リリース）
- なにわ心/（1987年（昭和62年）リリース）
- わかれ北港/（1988年（昭和63年）リリース）
- 兄貴-にいちゃん-/素顔（キングレコード1989年（平成元年）リリース）
- 地車祭（だんじりまつり）/毎度おおきにもやしちゃん（1991年（平成3年）リリース）
- 毎度おおきにもやしちゃん/地車祭（だんじりまつり）（1991年（平成3年）再リリース）
- 釜ヶ崎人情/ぶらり節（1992年（平成4年）リリース）
- 都島区民音頭（1993年（平成5年）非売品）
- 大阪夜川/夫婦亀（2009年11月26日（平成21年）リリース）
- 清水おとこ節/がまん桜（トーオンレコード2011年6月25日（平成23年）企画発売）